# Posição fetal
Em obstetrícia, a posição é a orientação do feto no útero, identificada pela localização da parte de apresentação do feto em relação à pelve da mãe. Convencionalmente, é a posição assumida pelo feto antes do processo de nascimento, já que o feto assume várias posições e posturas durante o curso do parto.

## Posições
Dependendo de qual parte do feto se espera que seja a primeira a nascer (apresentação fetal), existem várias posições possíveis:
- Apresentação cefálica com situação longitudinal:

| Nome                        | Abrev. | Descrição |
| --------------------------- | ------ | --- |
| Occipitoanterior esquerda   | LOA    | occipício, em oposição às nádegas, está próximo à vagina (daí conhecida como apresentação cefálica), voltado anteriormente (para frente com a mãe em pé) e para a esquerda. Esta é a posição e situação mais comum. |
| Occipitoanterior direita    | ROA    | o occipício está voltado anteriormente e para a direita. Menos comum que LOA, mas não está associado a complicações no trabalho de parto.                                                                           |
| Occipitoposterior esquerda  |        | o occipício está voltado posteriormente (para trás) e para a esquerda. |
| Occipitoposterior direita   | ROP    | o occipício está voltado posteriormente e para a direita. |
| Occipitoanterior            |        | o occipício está voltado anteriormente (absolutamente reto, sem qualquer inclinação para os lados). |
| Occipitoposterior           |        | o occipício está voltado posteriormente (absolutamente reto, sem qualquer inclinação para os lados). |
| Occipitotransversa esquerda | LOT    | o occipício está voltado para a esquerda. |
| Occipitotransversa direita  | ROT    | o occipício está voltado para a direita. |

- Apresentação pélvica com situação longitudinal:[1]

1. Sacroanterior esquerdo (LSA)—as nádegas, em oposição ao occipício da apresentação cefálica, estão próximas à vagina (daí conhecida como apresentação pélvica), voltadas anteriormente e para a esquerda.
2. Sacroanterior direito (RSA)—as nádegas estão voltadas anteriormente e para a direita.
3. Sacroposterior esquerdo (LSP)—as nádegas estão voltadas posteriormente e para a esquerda.
4. Sacroposterior direito (RSP)—as nádegas estão voltadas posteriormente e para a direita.
5. Sacroanterior (SA)—as nádegas estão voltadas anteriormente.
6. Sacroposterior (SP)—as nádegas estão voltadas posteriormente.

- Apresentação de espáduas com situação transversa são classificadas em quatro tipos, com base na localização da escápula (omoplata); nota: a apresentação é significativamente diferente do posicionamento asinclítico, e na maioria dos casos necessita ser resolvida por cesariana.

1. Escápula anterior esquerda (LSA)
2. Escápula anterior direita (RSA)
3. Escápula posterior esquerda (LSP)
4. Escápula posterior direita (RSP)